# Kabinett Swinney
Das Kabinett Swinney ist die elfte und amtierende Schottische Regierung. Sie bildete sich nach der Parlamentswahl 2021 und dem Rücktritt von Humza Yousaf als First Minister, nachdem er die Koalition mit den Greens beendet hatte und diese gedroht hatten, ihm das Misstrauen auszusprechen. Zu seinem Nachfolger wurde in beiden Ämtern John Swinney gewählt. Es ist seit dem 8. Mai 2024 im Amt.

## Mitglieder

### Kabinettsmitglieder
(Cabinet Secretaries, falls nicht anders erwähnt)
| Amt                                                                      | Bild | Name                    | Partei | Partei    | Amtszeit  |
| ------------------------------------------------------------------------ | ---- | ----------------------- | ------ | --------- | --------- |
| First Minister                                                           |      | John Swinney            |        | SNP       | seit 2024 |
| Deputy First Minister                                                    |      | Kate Forbes             | SNP    | seit 2024 |           |
| Ministerin für Wirtschaft und Gälisch                                    |      | Kate Forbes             | SNP    | seit 2024 |           |
| Ministerin für Finanzen und Kommunalverwaltung                           |      | Shona Robison           | SNP    | seit 2024 |           |
| Minister für Gesundheit und soziale Dienste                              |      | Neil Gray               | SNP    | seit 2024 |           |
| Ministerin für Transport                                                 |      | Fiona Hyslop            | SNP    | seit 2024 |           |
| Ministerin für Net Zero und Energie                                      |      | Mairi McAllan           | SNP    | seit 2024 |           |
| Ministerin für Bildung und Fähigkeiten                                   |      | Jenny Gilruth           | SNP    | seit 2024 |           |
| Ministerin für Angelegenheiten der ländlichen Räume und Inseln           |      | Mairi Gougeon           | SNP    | seit 2024 |           |
| Minister für Verfassung, Auswärtiges und Kultur                          |      | Angus Robertson         | SNP    | seit 2024 |           |
| Ministerin für soziale Gerechtigkeit, Wohnungsbau und Kommunalverwaltung |      | Shirley-Anne Somerville | SNP    | seit 2024 |           |
| Ministerin für Justiz und Inneres                                        |      | Angela Constance        | SNP    | seit 2024 |           |

### Parlamentarische Staatssekretäre
(Ministers müssen dem schottischen Parlament angehören)
| Parlamentarische Staatssekretäre (Ministers)  | Name               | Partei | Partei    | Amtszeit  |
| --------------------------------------------- | ------------------ | ------ | --------- | --------- |
| Parlamentarische Angelegenheiten              | Jamie Hepburn      |        | SNP       | seit 2024 |
| Beschäftigung und Investitionen               | Tom Arthur         | SNP    | seit 2024 |           |
| Öffentliche Finanzen                          | Ivan McKee         | SNP    | seit 2024 |           |
| Gesundheitswesen und Frauengesundheit         | Jenni Minto        | SNP    | seit 2024 |           |
| Psychische Gesundheit, Sozialpflege und Sport | Maree Todd         | SNP    | seit 2024 |           |
| Kinder und Jugendliche                        | Natalie Don        | SNP    | seit 2024 |           |
| Hochschulbildung, Weiterbildung und Veteranen | Graeme Dey         | SNP    | seit 2024 |           |
| Unternehmen                                   | Richard Lochhead   | SNP    | seit 2024 |           |
| Aktionen gegen den Klimawandel                | Gillian Martin     | SNP    | seit 2024 |           |
| Drogen- und Alkoholpolitik                    | Christina McKelvie | SNP    | 2024–2025 |           |
| Drogen- und Alkoholpolitik                    | vakant             | vakant | vakant    | seit 2025 |
| Gleichheit                                    | Kaukab Stewart     |        | SNP       | seit 2024 |
| Wohnungsbau                                   | Paul McLennan      | SNP    | seit 2024 |           |
| Opfer und kommunale Sicherheit                | Siobhian Brown     | SNP    | seit 2024 |           |
| Landwirtschaft und Connectivity               | Jim Fairlie        | SNP    | seit 2024 |           |